# Anna Nero (Malerin)

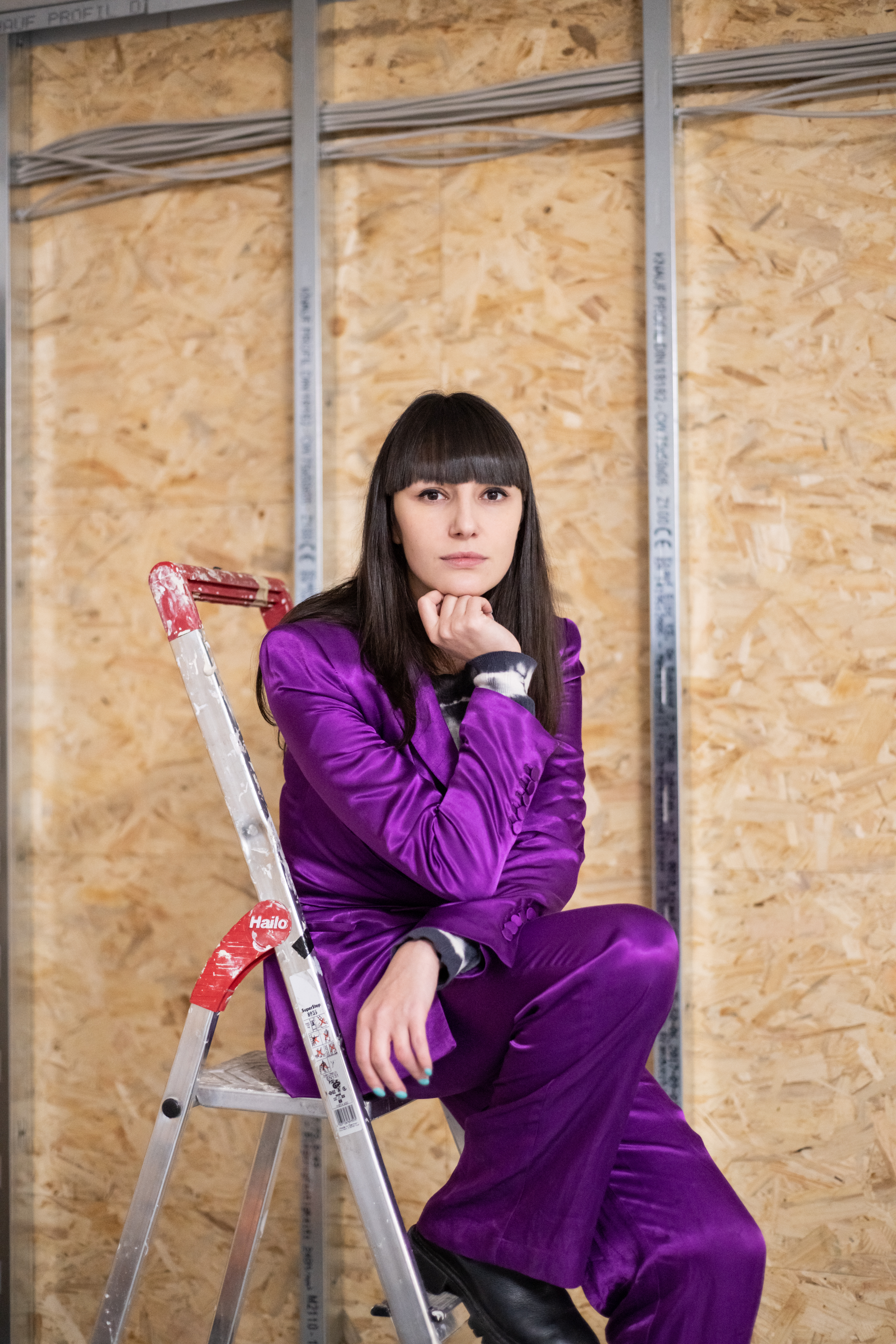
Anna Nero (2022)

Anna Nero (eigentlich Anna Neroslavsky, russisch Анна Александровна Нерославская, wiss. Transliteration Anna Aleksandrovna Neroslavskaja; * 23. November 1988 in Moskau) ist eine deutsche bildende Künstlerin russisch-jüdischer Herkunft.

## Leben
Anna Nero wurde in eine Moskauer Künstlerfamilie geboren. Ihr Vater ist der Kunstmaler, Designer und Fotograf Alexander Neroslavsky, ihre Mutter Julia Ovrutschski ist ebenso wie ihre Großmutter Tatjana Ovrutschski Malerin und Keramikkünstlerin. 1995 siedelte die Familie mit dem Status jüdischer Kontingentflüchtlinge in die Bundesrepublik Deutschland über und ließ sich in Frankfurt am Main nieder. 2008 bestand Anna Nero an der Liebigschule das Abitur mit einem Notendurchschnitt von 1,3. Sie bezeichnet sich selbst als „von der jüdischen Kultur geprägt“.
Von 2009 bis 2012 studierte sie an der Kunsthochschule Mainz bei Anne Berning und anschließend an der Hochschule für Grafik und Buchkunst Leipzig bei Ingo Meller und Oliver Kossack. Ihre Diplomarbeit widmete sie dem Thema Fetischismus, sie setzte sich darin mit Bilderverboten und Bilderverehrung auseinander. Sie schloss ihr Studium als Meisterschülerin bei Heribert C. Ottersbach ab. 2018 erhielt sie ein Stipendium der Kulturstiftung des Freistaates Sachsen für einen dreimonatigen Studienaufenthalt in Columbus (Ohio). Weitere Stipendien erhielt sie für Detroit und Yangon in Myanmar. Von 2019 bis 2022 war sie Lehrbeauftragte an der Kunsthochschule Mainz.
2021 zeigte im Rahmen des Festjahres „1700 Jahre Jüdisches Leben in Deutschland“ die Frankfurter Gemeinschaftsausstellung „Drei Generationen“ Werke Anna Neros, ihrer Mutter Julia Ovrutschski sowie ihrer Großmutter Tatjana Ovrutschski. Anna Nero versteht sich als Feministin und Streiterin gegen Antisemitismus, Sexismus und Rassismus.

## Künstlerisches Schaffen
Anna Nero malt nicht figurativ, nach ihren eigenen Worten ist dies der Einfluss des Bilderverbots in der jüdischen Kultur. Ihre Bilder und Keramiken prägt ein ironisch-heiterer Charakter, oft sind sie frivol, manchmal bewusst „albern“.
Den Untergrund für die meisten ihrer Gemälde bildet ein klar markiertes Gittermuster, bestehend aus Quadraten. Auf dieses Raster malt sie mit fotografischer Genauigkeit Gegenstände, die sie wiederum durch scheinbar zufällig hinzugefügte Linien, Striche, Kleckse ergänzt. Die Form der realistisch wirkenden Gegenstände erinnert oft an Dekorationsobjekte, Nippes, Sexspielzeuge, Geschlechtsteile. Oft dominieren Elemente in leuchtenden poppigen Farben wie Pink oder Türkis. Nach eigenem Bekenntnis spielt sie mit Versatzstücken aus Popkultur, Kitsch und Design, Mode und Werbung. Auch schafft sie Skulpturen aus glasiertem Ton.
Das Berliner Internetportal ArtFacts, das die Verkaufsdaten auf dem globalen Kunstmarkt auswertet, stufte sie 2023 unter den ersten Tausend in Deutschland und den ersten 10.000 weltweit ein.

## Einzelausstellungen
- Dresden (Raum für zeitgenössische Kunst, 2014)
- Hamburg (Galerie Oel-Früh, 2015)
- Frankfurt a. M. (Forum der Frankfurter Sparkasse, 2016)
- Hamburg (Galerie Oel-Früh, 2017)
- Rüsselsheim (Kulturstiftung Opelvillen, 2018)
- Bremen (Galerie Kramer, 2019)
- Eschborn (Galerie am Rathaus, 2019)
- Köln (Galerie Falko Alexander, 2019)
- Leipzig (Galerie She BAM, 2019)
- Leipzig (Spinnerei, 2019)
- Leipzig (Kunstraum Ortloff, 2019)
- Hamburg (Galerie Oel-Früh, 2019)
- Frankfurt a. M. (Galerie Schierke Seinecke, 2020)
- Frankfurt a. M. (AusstellungsHalle 1A, 2021)
- Berlin (Galerie Rainbow Unicorn, 2021)
- Berlin (Sammlung Simonow, 2021)
- Leipzig (Galerie She BAM, 2021)
- Leipzig (Museum der bildenden Künste, 2022)
- New York (Another Place Gallery, 2022)
- Mailand (Plain Gallery, 2022)
- Berlin (Galerie FeldbuschWiesnerRudolph, 2022)
- New York (Marc Straus, 2023)

## Monografien
- Anna Nero. Solid Cream. Text: Angelica Horn. Hrsg. Stiftung der Frankfurter Sparkasse. Frankfurt a. M. 2016 ISBN 978-3-945243-18-3 [Arbeiten 2014–2016]
- Anna Nero. All Things Considered. Text: Philipp Schreiner, Dmitrij Kapitelman und Mirna Funk. Kerber Verlag Bielefeld/Berlin 2020 ISBN 978-3-7356-0717-1 [Arbeiten 2016–2020]
- DREI Generationen. Tatiana Ovrutschski – Julia Ovrutschski – Anna Nero. Text: Philipp Schreiner. Kann Verlag, Frankfurt a. M. 2021 ISBN 978-3-949312-24-3 [Arbeiten 2019–2021]

## Links
- Website der Künstlerin
- Interview auf der Ausstellung ERECT der Kunstsäule (2020)
- 13 Fragen, ZDF (2021)
- Kunzten Viewing Room
- Blogbeitrag des Jüdischen Museums Frankfurt über Anna Nero, ihre Mutter und Großmutter

| Personendaten    | Personendaten |
| ---------------- | --- |
| NAME             | Nero, Anna |
| ALTERNATIVNAMEN  | Neroslavsky, Anna (wirklicher Name); Нерославская, Анна Александровна; Neroslavskaja, Anna Aleksandrovna (russisch-lateinisch) |
| KURZBESCHREIBUNG | deutsche bildende Künstlerin russisch-jüdischer Herkunft                                                                       |
| GEBURTSDATUM     | 23. November 1988 |
| GEBURTSORT       | Moskau |